# کاندوم زنانه

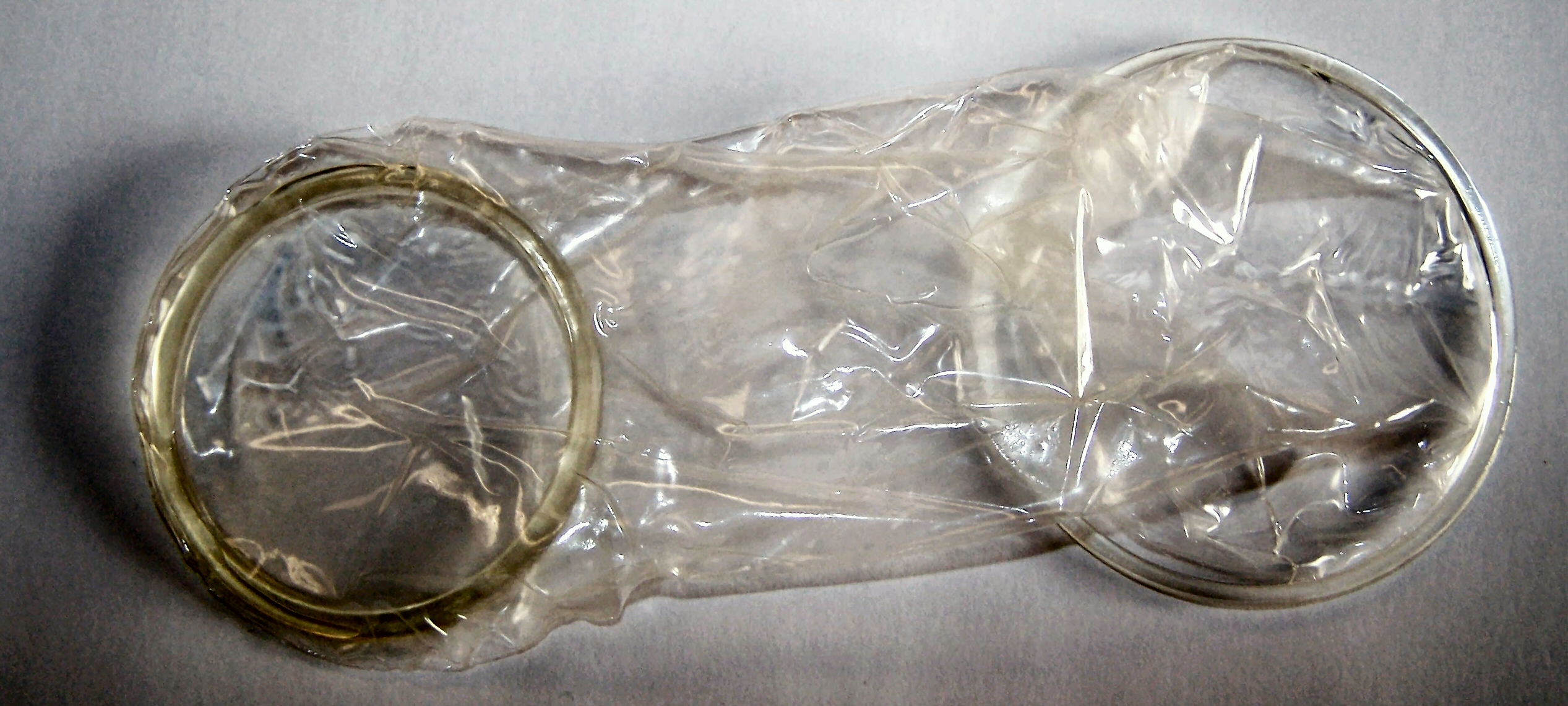
کاندوم زنانه دو حلقه دارد که یکی در داخل واژن و دیگری بر روی فرج (عضو) قرار می گیرد

َکاندوم زنانه (به انگلیسی: Female condom) وسیله‌ای است که در آمیزش جنسی به عنوان ابزار ضدبارداری و کاهنده بیماری‌های آمیزشی (مانند سوزاک، سیفیلیس و اچ‌آی‌وی) و بارداری ناخواسته استفاده می‌شود. این وسیله توسط پزشک دانمارکی، لیس هسل اختراع شد و توسط زنان در حین رابطه، برای جلوگیری از اینکه در معرض اسپرم یا سایر ترشحات قرار بگیرند استفاده می‌شود. از کاندوم زنانه می‌توان در حین آمیزش جنسی مقعدی نیز استفاده نمود. میزان فروش کاندوم زنانه در کشورهای توسعه‌یافته اندک بوده، در حالی که در کشورهای در حال توسعه میزان فروش در حال افزایش است که به برنامه تنظیم خانواده و برنامه‌های مرتبط با بیماری ایدز مربوط می‌شود.
کاندوم زنانه را طرف مؤنث رابطه داخل واژن خود قرار می‌دهد.در صورت استفاده صحیح،پزشکان این کاندوم را یک وسیله مناسب و کاملاً مؤثر در پیش‌گیری از بارداری و ابتلا به بیماری‌های مقاربتی می‌شناسند و توصیه می‌کنند. کاندوم زنانه بلندتر از کاندوم مردانه بوده و دارا دو حلقه می‌باشد. کارایی کاندوم‌های زنانه ۷۵ درصد است و برای زنانی مناسب است که نمی‌توانند شریک جنسی خود را متقاعد به پوشیدن کاندوم مردانه بکنند.

## نحوه استفاده از کاندوم زنانه

مراحل چگونگی استفاده از کاندوم زنانه